# Rivière Ammonoosuc
La rivière Ammonoosuc est une rivière coulant dans le nord-ouest du New Hampshire aux États-Unis, affluent du fleuve Connecticut.

## Géographie
La rivière Ammonoosuc est une rivière de 89 km de long, dans le nord-ouest du New Hampshire aux États-Unis. Elle est un affluent du fleuve Connecticut, qui coule vers le Long Island Sound. Le toponyme « Ammonoosuc » provient de l'abénaqui et signifie « lieu de pêche petit et étroit ». L'Ammonoosuc prend sa source sur la pente occidentale du mont Washington dans les montagnes Blanches. Une branche de la rivière est la sortie des Lakes of the Clouds (étangs situés à 1,534 m d'altitude) dans le col entre le mont Washington et le mont Monroe (en). En quittant les environs du chaînon Presidential, la rivière coule vers l'ouest dans le comté de Grafton, où elle s'oriente vers le sud-ouest. Le long de son cours, l'Ammonoosuc passe par Bretton Woods au nord de Crawford Notch ou la Rivière Saco prend sa source, traverse les villes de Carroll, Bethlehem, Littleton, Lisbon, Landaff, Bath et Haverhill jusqu'au village de Woodsville (en), où elle se jette dans le fleuve Connecticut. Elle est rejointe par la rivière Gale à Lisbon et la rivière Wild Ammonoosuc (en) à Bath.